# Jürgen Runge (Präses)
Jürgen Runge (* 1930 in Heidelberg; † 4. Januar 2021  in Halle (Saale)) war ein deutscher Chemiker und  Präses der Synode der Evangelischen Kirche der Kirchenprovinz Sachsen.

## Leben
Runge studierte 1949 bis 1955 Chemie in Halle und promovierte 1961 an der Universität Leipzig. Die Habilitation folgte 1976 an der TU Dresden. Nach seiner Promotion war Runge bis 1993 im Forschungs- und Entwicklungsbereich der Buna-Werke tätig, wo er lediglich zum Forschungsgruppen- bzw. Abteilungsleiter aufsteigen konnte, da er sich einem Eintritt in die SED verweigerte.
1951 trat Runge der Evangelischen Studentengemeinde (ESG) Halle bei, 1953 leitete er die ESG als Vertrauensstudent. Von 1969 bis 1979 war er Mitglied der Synode des Bundes der Ev. Kirchen in der DDR und von 1980 bis 2008 Mitglied der Synode der Ev. Kirche der Kirchenprovinz Sachsen. Von 1994 bis 2004 war er als Präses Mitglied der Kirchenleitung. 2004 folgte ihm Petra Gunst als erste Frau im Leitungsamt der Provinzialsynode.
Das Ministerium für Staatssicherheit überwachte Runge in einem Operativen Vorgang mit dem Decknamen „Schatten“.